# سیستم مورد اعتماد
در مهندسی امنیت به خصوص در علوم کامپیوتر، سیستم مورد اعتماد (به انگلیسی: Trusted System)، سیستمی برای به اجرا درآوردن یک سیاست امنیتی مشخص، به اندازهٔ مشخص شده است. به این ترتیب، شکست یک سیستم مورد اعتماد ممکن است موجب شکسته شدن یک سیاست امنیتی مشخص شود.

## سیستم مورد اعتماد در اطلاعات طبقه‌بندی شده
سیستم مورد اعتماد برای پردازش، ذخیره‌سازی و بازیابی اطلاعات حساس یا طبقه‌بندی شده کاربرد دارد.
مفهوم "مانیتور مرجع" مرکزی برای مفهوم "سیستم‌های مورد اعتماد" وزارت دفاع ایالات متحده است، که نهادی است که مرکز منطقی سیستم را در اختیار دارد و مسئول تمام تصمیمات کنترل دسترسی است. به‌طوری‌که مانیتور مرجع (الف) بازتابنده مدرک (یا دلیل)، (ب) همواره قابل استناد و (ج) به اندازه کافی کوچک است که موضوعی برای آزمایش‌های مستقل کامل برای اطمینان یافتن، کاربرد داشته باشد. هر آژانس امنیت ملی آمریکا در سال ۱۹۸۳ معیارهای ارزیابی سیستم کامپیوتری مورد اعتماد (TCSEC)، یا "کتاب نارنجی"، که مجموعه‌ای از "کلاس‌های ارزیابی" است که ویژگی‌ها و اطمینان‌هایی که کاربران از یک سیستم مورد اعتماد انتظار می‌رود را شرح داده شده‌است.
بالاترین سطح از اطمینان که توسط مهندسی سیستم تضمین می‌شود در جهت به حداقل رساندن اندازه پایه محاسبات قابل اعتماد (TCB) تعریف می‌شود که ترکیبی از سخت‌افزار، نرم‌افزار، و سیستم عامل است که مسئول اجرای سیاست‌های امنیت سیستم می‌باشد.
از آنجا که شکست TCB شکست سیستم مورد اعتماد است، اطمینان بالاتر با حداقل TCB ارائه شده‌است. یک تعارض مهندسی ذاتی در سیستم‌های اطمینان بالاتر که در آن، TCB کوچک‌تر است، مجموعه‌ای از سخت‌افزار، نرم‌افزار و سیستم عامل که در خارج از TCB است ناشی می‌شود. این ممکن است به برخی از ابهامات فلسفی در مورد ماهیت اعتماد منجر شود که بر اساس مفهوم پیاده‌سازی "قابل اعتماد"، پیاده‌سازی "درست" از منظر انتظارات کاربران لزوماً ممکن نباشد.
در مقایسه با TCSEC که به‌طور دقیق، سلسه مراتبی از شش کلاس ارزیابی تعریف شده، اخیراً معیار متداول (CC) معرفی شده که -که تهیه شده از ترکیبی از بیشتر یا کمتر استانداردهای فنی مختلف کشورهای ناتو می‌باشد- طیف شکننده‌تر از هفت "کلاس ارزیابی" را ارائه می‌کند که ویژگی‌ها و اطمینان را به روشی مسلماً غیر سلسله مراتبی و عدم دقت فلسفی و باریک بینی ریاضیاتی TCSEC، در هم می‌آمیزد. به‌طور خاص، CC شناسایی بسیار سست "هدف از ارزیابی" (TOE) و حمایت -حتی تشویق- نیازمندی‌های امنیتی حذف شده از انواع "پروفایل‌های حفاظتی" از پیش تعریف شده را تحمل می‌کند.
مفاهیم ریاضیاتی سیستم‌های مورد اعتماد برای حفاظت از اطلاعات طبقه‌بندی شده از دو موجودیت مستقل اما متحد در یک کار مشترک، ناشی می‌شود. در سال ۱۹۷۴، David Bell و Leonard LaPadula از MITRE، روی راهنمایی فنی نزدیک و حمایت اقتصادی از Maj. ,Roger Schell، دکتری از سیستم‌های الکترونیک فرماندهی ارتش ایالات متحده (به همراه Hanscom, MA)، مدل شناخته شده Bell-LaPadula را ابداع کردند، که در آن چندین سیستم کامپیوتری قابل اعتماد به اصطلاح اشیاء (از مخازن غیرفعال یا مقاصد برای داده‌ها، از قبیل فایل‌ها، دیسک‌ها، چاپگرها) و نهادها (موجودیت فعال- احتمالاً کاربران، یا پردازش‌های سیستم یا نخ‌های عملگر متعلق به آن کاربران- که باعث جریان یافتن اطلاعات میان اشیاء می‌شود). در واقع کل عملیات یک سیستم کامپیوتری می‌تواند یک "تاریخ" (در مفهوم تئوری قابلیت تسلسل) از بخشی از جریان اطلاعاتی از شیء ای به شیء ای در پاسخ به درخواست نهاد برای این جریان در نظر گرفته شود.
در همان زمان، Dorothy Denning در دانشگاه Purdue رساله دکتری خود را که با "جریان‌های اطلاعاتی بر مبنای شبکه بندی" در سیستم‌های کامپیوتری ارائه کرد. ("شبکه بندی" ریاضیاتی، مجموعه‌ای نیمه منظم است، که گرافی بدون دور ار توصیف می‌کند که در آن رابطه بین هر دو رأس یا "غالب" یا "تحت سلطه" یا هیچ‌کدام می‌باشد). او یک مفهوم کلی از "برچسب" تعریف می‌کند -مربوط به بیشتر یا کمتر برای امنیت کامل نشانه گذاری یک برخورد در اسناد طبقه‌بندی شده نظامی، به عنوان مثال، TOP SECRET WNINTEL TK DUMBO -که به موجودیت‌ها متصل است. Bell و LaPadula مفهوم Denning را داخل راهنمای گزارش فنی MITRE گنجاندند- با عنوان سیستم امن کامپیوتر: نمایشگاه یکپارچه و تفسیر Multics- که به موجب آن برچسب‌ها متصل به اشیاء، حساسیت داده‌های موجود در شیء را نشان می‌دهد (هر چند می‌تواند وجود داشته باشد، و اغلب، یک تفاوت ظریف معنایی بین حساسیت داده‌های داخل شیء و حساسیت خود شیء باشد)، در حالی که برچسب‌های متصل به نهادها، قابلیت اعتماد کاربرانی که نهادها را اجرا می‌کنند را نمایش می‌دهد.
مفاهیم با دو ویژگی، "ویژگی امنیتی ساده" (یک نهاد فقط می‌تواند از یک شیء که غالب است بخواند [بزرگتر از تفسیر به اندازه کافی نزدیک، البته از لحاظ ریاضی مبهم است]) و "ویژگی توقیف"، یا "*-اموال" (نهاد فقط می‌تواند به شیء ای که غالب است بنویسد) یکپارچه هستند. (این ویژگی‌ها به ترتیب، آزادانه به عنوان "نه-خواندنی-تاً و "نه-نوشتن-پایین" منسوب می‌شوند). به طور مشترک اجرا، این ویژگی‌ها این اطمینان را می‌دهد که اطلاعات نمی‌توانند "سراشیبی" به مخزن با قابلیت اعتماد پایین گیرنده‌ای که ممکن است آن را کشف کند جریان یابد. با توسعه، فرض کنید که برچسب‌های اختصاص یافته به نهادها واقعاً قابل اعتماد بودن آن‌ها را نمایش می‌دهند، بنابراین، قواعد "نه-خواندنی-تاً و "نه-نوشتن-پایین" به سختی توسط مانیتور مرجع اجرا شده و قابل اثبات است که برای فشار وارد کردن به اسب‌های تروجان کافی هستند. اسب‌های تروجان یکی از عمومی‌ترین کلاس‌های حمله می‌باشد (sciz. ، به‌طور متداول گزارش کرده‌است که کرم‌ها و ویروس‌ها مفاهیم ویژه‌ای اسب تروجان هستند).

## سیستم‌های مورد اعتماد در پردازش مورد اعتماد
گروه پردازش مورد اعتماد معیارهایی را ایجاد می‌کند که به منظور رسیدگی به نیازمندی‌های مشخصی از سیستم مورد اعتماد، از جمله گواهی پیکربندی و ذخیره‌سازی امن از اطلاعات حساس، را ایجاد می‌کند.

## سیستم‌های مورد اعتماد در تجزیه و تحلیل سیاست
سیستم‌های مورد اعتماد در امنیت ملی یا امنیت داخلی، اجرای قانونی، یا سیاست نظارت اجتماعی سیستم‌هایی هستند که در آن‌ها برخی از شرایط پیش‌بینی دربارهٔ رفتار افراد یا اشیاء در داخل سیستم تا قبل از اجازه دسترسی به منابع سیستم مشخص شده‌است.
به عنوان مثال، سیستم‌های مورد اعتماد شامل استفاده از «پاکت‌های امنیتی» در امنیت ملی و برنامه‌های مبارزه با تروریسم می‌باشد، «پردازش مورد اعتماد» در امنیت سیستم‌های فنی مبتکر می‌باشد، و در سیستم‌های امتیازات اعتباری یا هویتی در برنامه‌های کاربردی ضد تقلب و مالی کاربرد دارد. به‌طور کلی، شامل هر سیستمی می‌شود که (i) در تهدیدات احتمالی یا تحلیل خطرات برای ارزیابی «اعتماد» برای تصمیم‌گیری قبل از اجازه دسترسی یا برای تخصیص منابع در برابر تهدیدات احتمالی مورد استفاده قرار می‌گیرد (شامل استفاده از آن‌ها در طراحی محدودیتها برای کنترل رفتار در داخل یک سیستم می‌شود)، یا (ii) در تحلیل‌های انحراف یا سیستم‌های نظارتی برای اطمینان یافتن از رفتار داخلی سیستم‌ها با پارامترهای مورد انتظار یا مجاز، کاربرد دارد.

## سیستم‌های مورد اعتماد در نظریه اطلاعات
سیستم‌های مورد اعتماد در نظریه اطلاعات بر اساس تعریف اعتماد به صورت 'اعتماد برای کانال ارتباطی ضروری است اما نمی‌تواند از یک منبع تا یک مقصد با استفاده از آن کانال انتقال داده شود' توسط Ed Gerck می‌باشد.
در نظریه اطلاعات، اطلاعات ارتباطی با دانش یا مفهوم ندارد. در زمینه نظریه اطلاعات، اطلاعات به سادگی از یک منبع به یک مقصد با استفاده از کانال ارتباطی انتقال داده می‌شود. اگر، قبل از انتقال، اطلاعات در مقصد قابل دسترسی باشد آنگاه انتقالی صورت نمی‌گیرد.
همچنین، اعتمادی که توسط Gerck تعریف شده‌است، هیچ ارتباطی با مفاهیم دوستی، آشنایی، روابط کارکنان کارفرما، وفاداری، خیانت و دیگر مفاهیم بیش از حد متغیر ندارد. به‌طور کلی مفهوم اعتماد احساسی یا شخصی یا روان شناختی نیست، اعتماد به عنوان مفهومی با قابلیت ارتباطی بالقوه درک شده‌است. به علاوه، این تعریف اعتماد انتزاعی است، اجازه می‌دهد نمونه و ناظران مختلف در یک سیستم قابل اعتماد برای برقراری ارتباط بر اساس یک ایده مشترک اعتماد (در غیر این صورت ارتباط را در حوزه‌های جدا شده)، که در آن مفاهیم مختلف نهادی و زیرنهادی لازم مختلف اعتماد در هر زیر سیستم (انسان و ماشین) ممکن است باهم وجود داشته باشد.
در مدل نظریه اطلاعات، اطلاعات چیزی است که شما انتظار آن را ندارید و اعتماد چیزی است که شما می‌دانید در نظر گرفته می‌شود. درهر دو مفهوم، اعتماد به عنوان اعتماد واجد شرایط براساس اطلاعات دریافت شده می‌باشد. در سیستم‌های قابل اعتماد، اثبات اعتماد نمی‌تواند براساس ثبتیات خود باشد، اما می‌تواند براساس اطلاعات دیگر کانال‌های اطلاعاتی باشد. عمیق‌تر شدن در این سوالات منجر به مفاهیم پیچیده‌ای از اعتماد شده که به‌طور کامل در زمینه روابط کسب و کار مورد مطالعه قرار گرفته شده‌است. همچنین منجر به مفاهیم اطلاعاتی شده که در آن «کیفیت» اطلاعات، اعتماد یا اعتماد در ساختار خود اطلاعات و سیستم‌های اطلاعاتی را یکپارچه می‌کند و در آن درک می‌شود که کیفیت بالاتر در تعاریف خاصی از صحت و دقت به معنی قابلیت اعتماد بالاتر می‌باشد.
گروه نرم‌افزاری آی‌بی‌ام تعاریف مفیدی از اعتماد را برای برنامه‌های کاربردی در محیط فناوری اطلاعات را پیشنهاد کرده‌است، زیرا به مفاهیم نظریه اطلاعات وابسته بوده و اساسی را برای اندازه‌گیری اعتماد مهیا کرده‌است.